# Liquide synovial
Le liquide synovial (du latin : ovum, « œuf »), ou synovie ou liquide articulaire, est un liquide biologique se trouvant dans la cavité articulaire d'une jointure synoviale. Il est produit par la membrane synoviale. Ce liquide est visqueux, transparent ou jaune pâle, d'où son nom évoquant du blanc d'œuf cru.
Il forme une pellicule sur les faces internes de la capsule articulaire. Il a notamment pour fonction de réduire la friction en lubrifiant l'articulation, d'absorber les chocs, de fournir de l'oxygène et des nutriments aux chondrocytes du cartilage articulaire et d'éliminer de ces derniers le dioxyde de carbone et les déchets métaboliques (le cartilage est un tissu avasculaire, il ne possède pas de vaisseaux sanguins qui accomplissent ces tâches). Le liquide synovial contient également des phagocytes qui éliminent les microorganismes et les débris issus de l'usure normale ou de la déchirure de l'articulation. Lorsqu'une articulation synoviale est immobilisée pendant un certain temps, le liquide devient plus visqueux (gélatineux) mais, à mesure qu'on augmente le mouvement, sa viscosité diminue. La période d'échauffement qui précède une séance d'exercices a entre autres effets bénéfiques celui de stimuler la production et la sécrétion de liquide synovial. Plus la quantité de ce dernier est grande, moins il y a de pression et d'efforts sur les articulations pendant l'exercice.

## Composition
Le liquide synovial est composé d'un dialysât du sérum (électrolytes, glucose, 15 à 20 g/L de protéines, de glucoprotéines et d'acide hyaluronique sécrété par les cellules de type fibrocyte de la membrane synoviale, et de liquide interstitiel filtré du plasma sanguin).

## Craquements articulaires
Le liquide synovial joue un rôle dans les craquements accompagnant le mouvement de certaines articulations, ou ceux que l'on provoque en faisant volontairement craquer les jointures de ses doigts. Selon des théories en cours, lorsqu'il se produit une expansion de la cavité articulaire, la pression du liquide synovial diminue, créant ainsi un vide partiel. En raison de l'effet de succion, les molécules de gaz sanguin (dioxyde de carbone et oxygène) passent des vaisseaux sanguins à la membrane synoviale, ce qui entraîne la formation de bulles dans le liquide synovial. Quand on fait éclater les bulles, par exemple par une hyperflexion des doigts, on entend un craquement caractéristique.

## Liquide pathologique

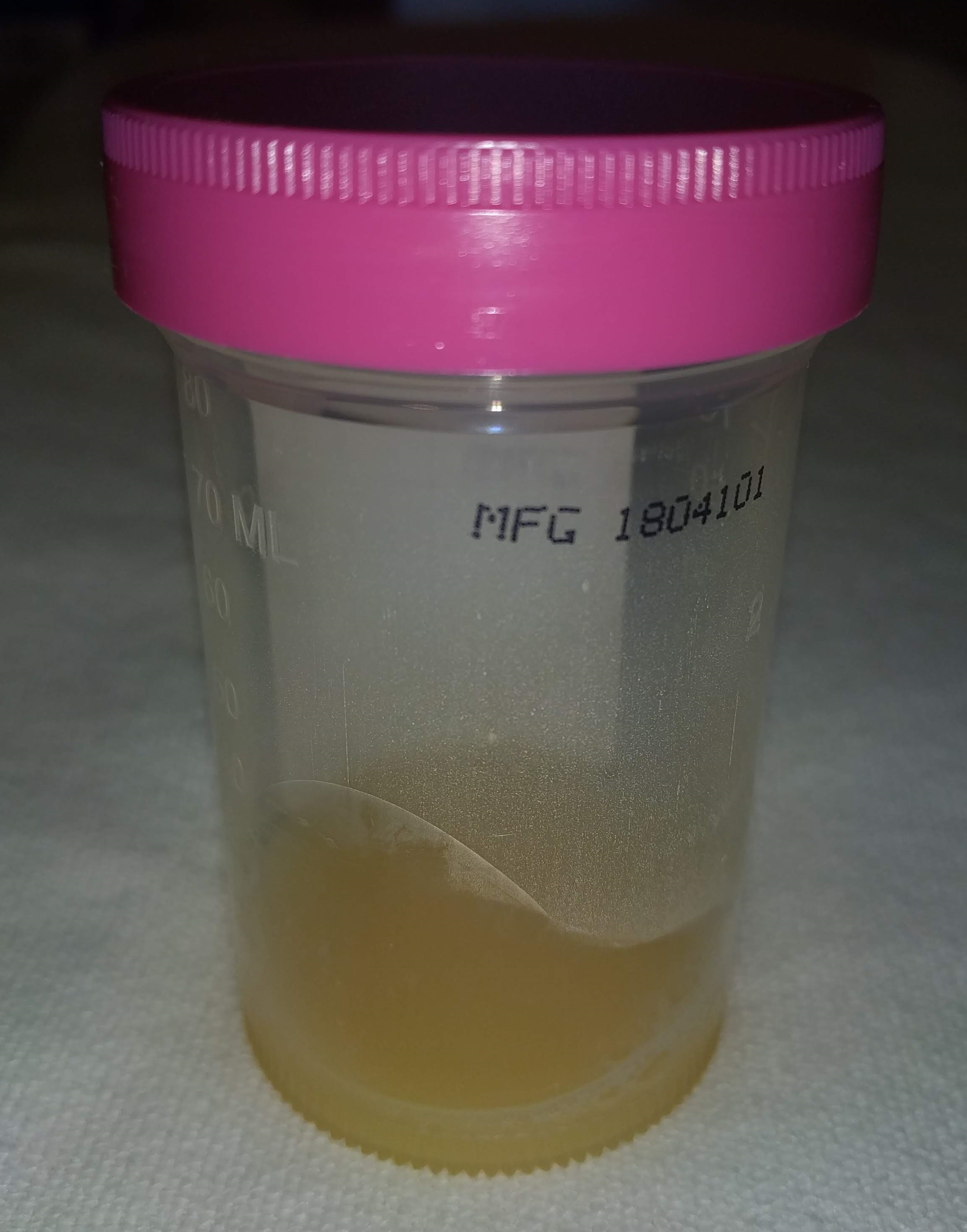
Liquide synovial septique.

- Liquide septique, siège d'une infection.
- Liquide inflammatoire. Ce liquide va avoir un aspect plus ou moins blanc, trouble (par le nombre de cellules augmenté) et perdant ses propriétés visqueuses.

## Analyses
Lorsqu'une inflammation du liquide est suspectée, on a recours à une ponction articulaire avec analyse du liquide synovial prélevé. Ce liquide est envoyé pour des tests.

### Cytologiques (synovianalyse)
Le nombre de cellules est compté dans le liquide. Normalement ce nombre se situe entre 1 000 et 2 000 cellules/mL. Un liquide inflammatoire est troublé par cette augmentation de la cellularité. En inflammation, on dénombre plus de 2 000 cellules/mL et pour la plupart des polynucléaires neutrophiles.

#### Cellules du liquide synovial
Le liquide synovial peut aussi contenir des synoviocytes, des éosinophiles, des lymphocytes, des lymphoblastes, des monocytes, des macrophages, des cellules L.E. typiques du lupus érythémateux (cellules de Hargraves), des ragocytes et des cellules de Pékin.

#### Cristaux du liquide synovial
Les cristaux observés à la synovianalyse d'un liquide synovial pathologique provoquent de l'inflammation secondaire à leur phagocytose.
Le mécanisme de l’inflammation induite par la déposition de cristaux comprend :
1. Leur opsonisation ;
2. L'activation cellulaire et dégranulation ;
3. La phagocytose (neutrophile ou macrophage) et la membranolyse ;
4. La lésion cellulaire qui précède l'inflammation.

##### Cristaux inflammatoires (phlogogènes)
(Phlogogène, terme issu du grec ancien φλόγωσις, phlogôsis : inflammation et γένος, gènos : origine, donnant naissance).
- d'urate à bouts fins (goutte)
- de pyrophosphate de calcium épais à bouts carrés (Chondrocalcinose)
- d'apatites
- d'oxalates
- de guanine

##### Cristaux peu inflammatoires
- de cholestérol
- de lipides

#### Sphlérulites du liquide synovial
Les sphlérulites sont des corps étrangers sphériques caractérisés par un assemblage radial de petits cristaux. Elles peuvent être constituées d'urates, de pyrophosphates et de lipides.

### Microbiologiques
On recherche la présence de germes dans le liquide ponctionné.

## Aspects toxicologiques
Une première publication s'est intéressée en 1992 à la capacité du liquide synovial à dissoudre et/ou accumuler certains toxiques dont le plomb. Cette capacité semble effective, avec un ratio teneur du liquide synovial/plombémie relativement stable (4,2 chez la vache, dans un nombre d'expérimentation non statistiquement significatif, à confirmer).
Dans les cas de saturnisme (ou de blessure par balle ou grenaille de plomb près d'une articulation), cela pourrait expliquer certaines douleurs articulaires.